# Spominski znak Golte 1991
Spominski znak Golte 1991 je spominski znak Slovenske vojske, ki je namenjen osebam, ki so sodelovala pri prebegu helikopterja gazelle leta 1991.
Znak je bil ustanovljen 20. junija 1991.

## Opis
Znak ima obliko ščita iz poznogotskega obdobja, je velik 35 mm in v najširšem delu širok 30 mm. Kovan je iz 2 mm debelega bakra, pozlačen in pobarvan. V zgornjem delu znaka je 4 mm velik napis GOLTE. V osrednjem delu znaka je pozlačena silhueta helikopterja s pobarvano oznako Slovenske vojske. V spodnjem delu znaka je 3,5 mm velik napis z letnico 1991. Podlaga znaka je svetlo modra. Napisi na znaku, letnica, helikopter in vse obrobe so polirani ter pozlačeni. Znak je prevlečen s prozornim poliestrskim emajlom. Na zadnji strani je priponka.

## Nadomestne oznake
Nadomestna oznaka je modre barve z zlatim lipovim listom, ki ga križa puška.

## Nosilci
- seznam nosilcev spominskega znaka Golte 1991